# Chiangmaia
Chiangmaia is een geslacht van spinnen uit de familie hangmatspinnen (Linyphiidae).

## Soorten
De volgende soorten zijn bij het geslacht ingedeeld:
- Chiangmaia rufula Millidge, 1995
- Chiangmaia sawetamali Millidge, 1995